# William Hughes (cầu thủ bóng đá thập niên 1910)
William John Hughes MM (1889-1955) là một cầu thủ bóng đá người Wales thi đấu ở vị trí tiền vệ cánh phải ở Football League cho Newcastle United và Bradford City.

## Thống kê sự nghiệp
| Câu lạc bộ          | Mùa giải            | Giải quốc nội       | Giải quốc nội | Giải quốc nội | Cúp FA  | Cúp FA    | Tổng    | Tổng      |
| Câu lạc bộ          | Mùa giải            | Hạng đấu            | Số trận       | Bàn thắng     | Số trận | Bàn thắng | Số trận | Bàn thắng |
| ------------------- | ------------------- | ------------------- | ------------- | ------------- | ------- | --------- | ------- | --------- |
| Newcastle United    | 1907-08             | First Division      | 1             | 0             | 0       | 0         | 1       | 0         |
| Bradford City       | 1913-14             | First Division      | 1             | 0             | 0       | 0         | 1       | 0         |
| Tổng cộng sự nghiệp | Tổng cộng sự nghiệp | Tổng cộng sự nghiệp | 2             | 0             | 0       | 0         | 2       | 0         |